# Sterling (Alaska)
Sterling es un lugar designado por el censo ubicado en el borough de Península de Kenai en el estado estadounidense de Alaska. En el año 2000 tenía una población de 4705 habitantes y una densidad poblacional de 23,5 personas por km².

## Geografía
Sterling se encuentra ubicada en las coordenadas 60°31′47″N 150°47′52″O / 60.52972, -150.79778.

## Demografía
Según la Oficina del Censo en 2000 los ingresos medios por hogar en el lugar designado por el censo eran de $47.700, y los ingresos medios por familia eran $53.889. Los hombres tenían unos ingresos medios de $45.063 frente a los $27.946 para las mujeres. La renta per cápita para el lugar designado por el censo era de $20.741. Alrededor del 10,0% de la población estaban por debajo del umbral de pobreza.